# Петина, Ирина Александровна
Ирина Александровна Петина (род. 31 августа 1972, Рязань) — российский политик, член Совета Федерации (2020—2022).
Из-за поддержки нарушения территориальной целостности Украины во время российско-украинской войны находится под персональными международными санкциями Евросоюза, США, Великобритании и ряда других стран.

## Биография
В 2003 году окончила Рязанский государственный педагогический университет имени С. А. Есенина по специальности «юрист», в 2006 году получила высшее экономическое образование в своей alma mater, получившей к этому времени статус Рязанского государственного университета, а в 2017 году окончила магистратуру Рязанского государственного медицинского университета имени академика И. П. Павлова.
Работала в Рязанской клинической больнице, в 1994 году перешла в Рязанское областное управление здравоохранения, где со временем возглавила юридическую службу. С 2011 года — заместитель министра здравоохранения Рязанской области.
17 июня 2020 года губернатор Рязанской области Николай Любимов назначил Ирину Петину членом Совета Федерации, где она заменила скончавшегося в мае Олега Ковалёва.
С 9 марта 2022 года находится под санкциями всех стран Европейского союза. С 15 марта 2022 года находится под санкциями Великобритании. С 30 сентября 2022 года находится под санкциями Соединённых Штатов Америки. С 23 марта 2022 года находится под санкциями Канады. С 16 марта 2022 года находится под санкциями Швейцарии. С 21 апреля 2022 года находится под санкциями Австралии. Указом президента Украины Владимира Зеленского от 7 сентября 2022 находится под санкциями Украины. С 3 мая 2022 года находится под санкциями Новой Зеландии.
21 сентября 2022 года новый глава региона Павел Малков объявил о назначении Николая Любимова сенатором от исполнительного органа государственной власти Рязанской области.
13 июля 2023 года задержана вместе с бывшим заместителем губернатора Рязанской области Игорем Грековым по подозрению в получении взятки.